# Marguerite Clark

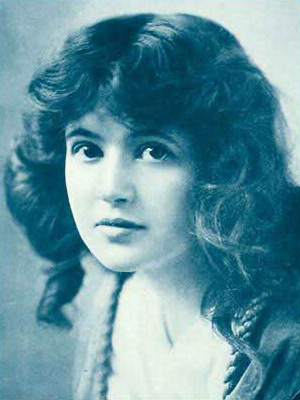
Marguerite Clark (1916)

Helen Marguerite Clark (* 22. Februar 1883 in Avondale, Ohio; † 25. September 1940 in New York City) war eine US-amerikanische Schauspielerin. In ihrer von 1900 bis 1921 andauernden Karriere war sie als Hauptdarstellerin in 40 Filmen zu sehen und galt zeitweise nach Mary Pickford als beliebteste Filmschauspielerin der Vereinigten Staaten. Zudem betätigte sich Clark auch als Bühnendarstellerin am Broadway. Die meisten ihrer filmischen Werke gelten heutzutage als verschollen oder zerstört.

## Leben
Marguerite Clark wuchs als drittes Kind von Augustus und Helen Elizabeth Clark in ihrem Geburtsort Avondale auf. Ihre Mutter starb im Januar 1893, als Marguerite neun Jahre alt war. Der erfolgreich als selbstständiger Herrenausstatter tätige Vater zog die Kinder anschließend alleine groß, ehe er im Dezember 1896 ebenfalls starb. Clarks ältere Schwester Cora übernahm daraufhin ihre Vormundschaft und schickte sie von einer öffentlichen Schule auf die Ursuline Academy, eine katholische Mädchenschule in Cincinnati.
Nachdem sie mit 16 Jahren ihren Schulabschluss gemacht hatte, entschied sich Clark für eine Schauspiellaufbahn. 1900 folgte ihr erster Auftritt am New Yorker Broadway. Nach komödiantischen Rollen war Clark in Stücken des Fantasy-Genres zu sehen, die ihr größere Bekanntheit bescherten und ihr Markenzeichen wurden. Mit The Wishing Ring (1910) und The Affairs of Anatol (1912) trat sie in zwei Theaterproduktionen von Cecil B. DeMille auf.
1914 gab Marguerite Clark ihr Filmdebüt in Wildflower. Mit 31 Jahren erfolgte ihr Einstieg in Hollywood relativ spät. Ähnlich wie ihre ein Jahr ältere Schauspielkollegin Mary Pickford hatte Clark jedoch ein sehr junges Aussehen, durch das sie weiterhin die Rollen von Mädchen oder Jugendlichen spielen konnte. Zu ihren bekanntesten Rollen zählten die des Schneewittchens in der ersten Langfilmfassung des Märchen-Klassikers im Jahr 1916 von James Searle Dawley. 1918 spielte Clark in einer Doppelrolle sowohl Little Eva St. Clair als auch Topsy in einer frühen Produktion von Onkel Toms Hütte. Die meisten ihrer Filme gelten heutzutage als verschollen oder zerstört. Dies lag an dem damals verwendeten, hoch entzündlichen Zelluloidfilm, der schlechter Lagerung zum Opfer fiel.
Marguerite Clark galt nach Mary Pickford als beliebtester Stummfilmstar der Vereinigten Staaten. So wurde zwischen beiden Schauspielerinnen eine Art „freundschaftliche Rivalität“ beschrieben. Ihr wurden dadurch oftmals bei Dreharbeiten besondere Freiheiten zuteil. So produzierte Clark ihren letzten Film Scrambled Wives für First National 1923 selbst. Anschließend zog sich der Filmstar mit 38 Jahren aus der Öffentlichkeit zurück, um mehr Zeit mit ihrem Ehemann zu verbringen. Clarks Karriere befand sich zu dieser Zeit auf dem Höhepunkt. Jedoch hegte sie von der Schauspielerei und ihrer Bekanntheit müde geworden bereits seit 1921 den Wunsch, Ihre Laufbahn zu beenden und sich mit ihrem Mann auf ein kurz zuvor erworbenes Anwesen in New Orleans zurückzuziehen.
Marguerite Clarks 1918 geschlossene Ehe mit dem Geschäftsmann Harry Palmerston Williams hielt bis zu dessen Unfalltod bei einem Flugzeugabsturz im Jahr 1936. Das vom Paar jahrelang bewohnte Anwesen in New Orleans, eine 1908 errichtete Villa, beherbergt heute eine Zweigstelle der New Orleans Public Library. Nach dem Tod ihres Mannes zog Clark mit ihrer älteren Schwester Cora nach New York.
Am 20. September 1940 wurde Marguerite Clark mit einer Lungenentzündung in das New Yorker LeRoy Sanitarium eingewiesen, wo sie fünf Tage später im Alter von nur 57 Jahren starb. Ein Trauergottesdienst fand am 28. September in der Frank E. Campbell Funeral Chapel in Manhattan statt. Anschließend wurde Clark eingeäschert und an der Seite ihres Mannes in einem Mausoleum auf dem Metairie Cemetery in New Orleans bestattet.
Für ihre Verdienste um die Filmbranche wurde Marguerite Clark mit einem Stern auf dem Hollywood Walk of Fame in Höhe des 6304 Hollywood Boulevard geehrt.

## Filmografie

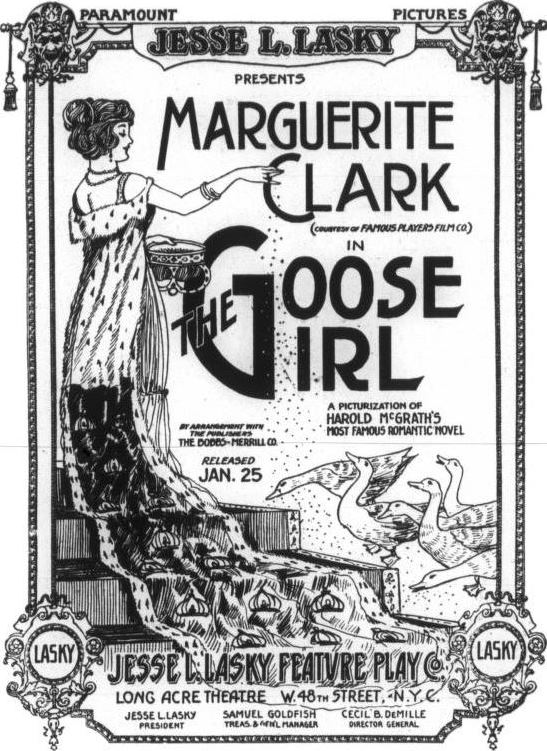
The Goose Girl (1915)

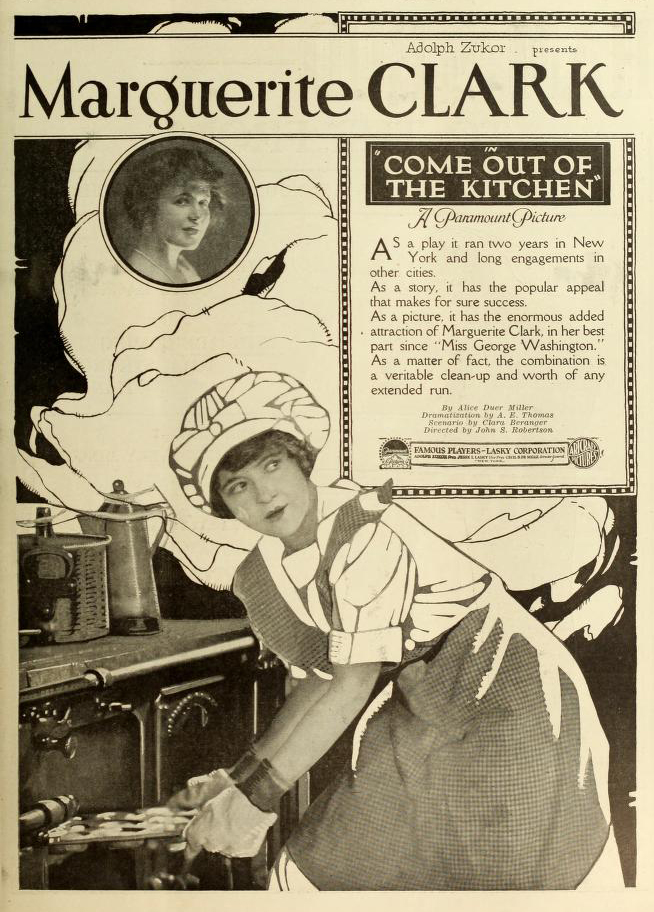
Come Out Of The Kitchen (1919)

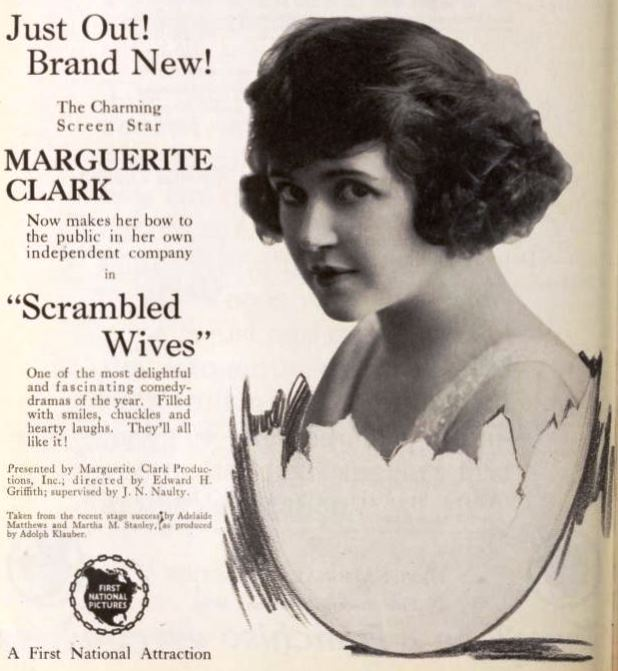
Scrambled Wives (1921)

Soweit nicht anders erwähnt sind alle Filme verschollen oder zerstört.
- 1914: Wildflower
- 1914: The Crucible
- 1915: The Goose Girl
- 1915: Gretna Green
- 1915: The Pretty Sister of Jose
- 1915: The Seven Sisters
- 1915: Helene of the North
- 1915: Still Waters
- 1915: The Prince and the Pauper
- 1916: Mice and Men
- 1916: Out of the Drifts
- 1916: Molly Make-Believe
- 1916: Silks and Satins (Film erhalten)
- 1916: Little Lady Eileen
- 1916: Miss George Washington
- 1916: Snow White (Film erhalten)
- 1917: The Fortunes of Fifi
- 1917: The Valentine Girl
- 1917: The Amazons
- 1917: Bab’s Diary
- 1917: Bab’s Burglar
- 1917: Bab’s Matinee Idol
- 1917: The Seven Swans
- 1918: Rich Man, Poor Man
- 1918: Prunella (Film teilweise erhalten)
- 1918: Uncle Tom’s Cabin
- 1918: Out of a Clear Sky
- 1918: The Biggest and the Littlest Lady in the World
- 1918: Little Miss Hoover (Film erhalten)
- 1919: Mrs. Wiggs of the Cabbage Patch (Film erhalten)
- 1919: Three Men and a Girl
- 1919: Let’s Elope
- 1919: Come Out of the Kitchen
- 1919: Girls
- 1919: Widow by Proxy
- 1919: Luck in Pawn (Film erhalten)
- 1919: A Girl Named Mary
- 1920: All of a Sudden Peggy
- 1920: Easy to Get
- 1921: Scrambled Wives